# Schweizer Bergmeisterschaft
Bergrennen in der Schweiz haben eine lange Tradition. Im Gegensatz zu Rennen auf permanenten Rennstrecken unterliegen sie nicht dem Rundstreckenverbot, das in der Schweiz seit 1955 gilt.

## Allgemein
Bergrennen sind Einzelzeitfahren im Motorsport. Es wird in verschiedenen Kategorien auf fahrerisch mehr oder weniger anspruchsvollen Bergstrassen gefahren, die sonst als öffentliche Landstrassen dienen. Auslaufzonen, wie sie auf permanenten Rennstrecken üblich sind, gibt es nicht. Schon der kleinste Fahrfehler bedeutet in der Regel das Aus. Für die Sicherheit der Fahrer, Streckenkommissare und Zuschauer sorgen Einzel-, Doppel- oder sogar Dreifach-Leitplanken oder sonstige, entsprechend wirksame Auffangstrukturen.

## Rennen in der Schweiz
Einige Rennen, die zur Schweizer Meisterschaft zählen, haben eine lange Tradition. Eines der bekanntesten ist Saint-Ursanne-Col des Rangiers im Kanton Jura. Es wird seit 1955 ununterbrochen abgehalten (Strecke wurde 1998 verlängert) und ist seit 1972 das einzige Schweizer Bergrennen mit Europameisterschaftsstatus. Noch älter ist das Rennen am Gurnigel im Kanton Bern. Es wurde 1910 zum ersten Mal durchgeführt. 1968 gab es eine Neuauflage. Seit 1970 ist es Teil des Schweizer Rennkalenders. Auch das Rennen in Oberhallau im Kanton Schaffhausen hat eine lange Tradition. Die Première fand 1923 statt. 1966 gab es eine Neuauflage auf derselben Strecke.
Weitere berühmte Strecken in der Schweiz: Reitnau im Kanton Aargau (Erstaustragung 1965), Ayent-Anzère im Kanton Wallis (1975), Massongex im Kanton Wallis (1984) und Les Paccots im Kanton Fribourg (1977; anfangs regional, seit 2008 Teil der Schweizer Meisterschaft). Erst seit 2013 ist Hemberg im Kanton St. Gallen wieder im Schweizer Meisterschaftskalender. Dieser Lauf ist eine Neuauflage des 1990 letztmals durchgeführten Bergrennens im Toggenburg; allerdings nicht auf der gleichen Strecke.
2020 und 2021 wurde wegen der Corona-Pandemie keine Meisterschaft ausgetragen. Das einzige Bergrennen der Schweiz (für moderne Fahrzeuge) fand 2021 (ohne Meisterschaftsstatus) in Oberhallau statt.

## Reglement
In der Schweizer Bergmeisterschaft werden folgende Schweizermeister ernannt: Schweizer Bergmeister der Tourenwagen und Schweizer Bergmeister der Rennsportwagen. Die drei bestklassierten Fahrer jeder Kategorie werden am Ende des Jahres prämiert. Die Aufteilung in zwei Kategorien gibt es seit 2007. Vor 2007 gab es nur einen Schweizer Meister – im Rahmen des «Coupe der Schweizer Berge». Aktuell werden die Tourenwagen in sieben verschiedene Divisionen eingeteilt. Bei den Rennsportwagen gibt es nur eine Division. Die genauen Bestimmungen können beim zuständigen Verband Auto Sport Schweiz nachgelesen werden.
Bei jedem Rennen werden die Punkte gemäss nachstehender Tabelle für jede Gruppe/Division zugeteilt:
| 1. Rang  | 25 Punkte |
| 2. Rang  | 20 Punkte |
| 3. Rang  | 17 Punkte |
| 4. Rang  | 14 Punkte |
| 5. Rang  | 12 Punkte |
| 6. Rang  | 10 Punkte |
| 7. Rang  | 9 Punkte  |
| 8. Rang  | 8 Punkte  |
| 9. Rang  | 7 Punkte  |
| 10. Rang | 6 Punkte  |
| 11. Rang | 5 Punkte  |
| 12. Rang | 4 Punkte  |
| 13. Rang | 3 Punkte  |
| 14. Rang | 2 Punkte  |

Ab Rang 15 gibt es für jeden Teilnehmer einen Punkt.
Die volle Punktzahl wird nur dann gutgeschrieben, wenn in den betreffenden Gruppen/Divisionen mindestens acht Fahrzeuge angemeldet, abgenommen und zum Training gestartet sind. Andernfalls werden die Punkte um die Hälfte reduziert. Jeder Fahrer, der sich unter den ersten fünf Rängen der absoluten Gesamtwertung klassieren kann, erhält die volle seinem Rang entsprechende Punktzahl, ungeachtet der Anzahl Gestarteten in seiner Gruppe/Division.
Zusätzliche Punkte für den Streckenrekord werden nur dann vergeben, wenn es sich um eine Verbesserung eines früher auf der gleichen Strecke aufgestellten Rekords der entsprechenden Gruppe/Division handelt. Die Anzahl der gewerteten Resultate beträgt das Total weniger eins. Um im Schlussklassement berücksichtigt zu werden, muss ein Fahrer mindestens drei Punkteklassierungen an für diese Meisterschaft zählenden Veranstaltungen aufweisen.

## Meister

### Kategorie Rennsportwagen seit 2007
| Jahr | Fahrer              | Fahrzeug                  |
| ---- | ------------------- | ------------------------- |
| 2024 | Robin Faustini      | Nova-Emap NP01            |
| 2023 | Marcel Steiner      | LobArt-Honda/Helftec LA01 |
| 2022 | Eric Berguerand     | Lola FA99                 |
| 2021 | -                   | -                         |
| 2020 | -                   | -                         |
| 2019 | Eric Berguerand     | Lola FA99                 |
| 2018 | Marcel Steiner      | LobArt-Mugen LA01         |
| 2017 | Marcel Steiner      | LobArt-Mugen LA01         |
| 2016 | Eric Berguerand     | Lola FA99                 |
| 2015 | Eric Berguerand     | Lola FA99                 |
| 2014 | Eric Berguerand     | Lola FA99                 |
| 2013 | Eric Berguerand     | Lola FA99                 |
| 2012 | Marcel Steiner      | Osella-Zytek FA30         |
| 2011 | Marcel Steiner      | Osella-Zytek FA30         |
| 2010 | Marcel Steiner      | Martini-BMW Mk77          |
| 2009 | Florian Lachat      | Tatuus S2000              |
| 2008 | Jean-Jacques Dufaux | Martini Mk69              |
| 2007 | Christian Balmer    | Tatuus Renault            |

### Kategorie Tourenwagen seit 2007
| Jahr | Fahrer            | Fahrzeug              |
| ---- | ----------------- | --------------------- |
| 2023 | Bruno Sawatzki    | Porsche 991 Cup       |
| 2022 | Reto Meisel       | Mercedes SLK 340      |
| 2021 | -                 | -                     |
| 2020 | -                 | -                     |
| 2019 | Andy Feigenwinter | Lotus Exige 430       |
| 2018 | Frédéric Neff     | Porsche 996 Cup       |
| 2017 | Frédéric Neff     | Porsche 996 Cup       |
| 2016 | Reto Meisel       | Mercedes SLK 340      |
| 2015 | Albin Mächler     | BMW M4                |
| 2014 | Albin Mächler     | BMW M4                |
| 2013 | Albin Mächler     | BMW 1er Coupé         |
| 2012 | Gérard Nicolas    | Ford Focus WRC        |
| 2011 | Hans Schori       | Mitsubishi Evo RS     |
| 2010 | Toni Büeler       | Mitsubishi Lancer E10 |
| 2009 | Bruno Ianiello    | Lancia Delta S4       |
| 2008 | Bruno Ianiello    | Lancia Delta S4       |
| 2007 | Sacha Geninasca   | Lancia Delta S4       |

### Coupe der Schweizer Berge seit 1970
| Jahr | Fahrer               | Fahrzeug               |
| ---- | -------------------- | ---------------------- |
| 2006 | Bruno Ianiello       | Lancia Delta S4        |
| 2005 | Eric Berguerand      | Lola T96               |
| 2004 | Bruno Ianiello       | Lancia Delta S4        |
| 2003 | Bruno Ianiello       | Lancia Delta S4        |
| 2002 | Reto Meisel          | Mercedes 190 Evo       |
| 2001 | Alain Pfefferlé      | Porsche 935 Turbo      |
| 2000 | Alain Pfefferlé      | Porsche 935 Turbo      |
| 1999 | Alain Pfefferlé      | Porsche 935 Turbo      |
| 1998 | Fredy Amweg          | Lola T94/95            |
| 1997 | Fredy Amweg          | Lola T94/95            |
| 1996 | Fredy Amweg          | Lola T90/50            |
| 1995 | Fredy Amweg          | Lola T90/50            |
| 1994 | Fredy Amweg          | Lola T90/50            |
| 1993 | Heinz Steiner        | Martini-BMW Mk69       |
| 1992 | Jean-Daniel Murisier | Martini-BMW Mk56       |
| 1991 | Jean-Daniel Murisier | Martini-BMW Mk56       |
| 1990 | Fredy Amweg          | Martini-BMW Mk50       |
| 1989 | Fredy Amweg          | Martini-BMW Mk50       |
| 1988 | Bernard Thuner       | Dallara-Alfa-Romeo 388 |
| 1987 | Fredy Amweg          | Martini-BMW Mk42       |
| 1986 | Fredy Amweg          | Martini-BMW 001        |
| 1985 | Fredy Amweg          | Martini-BMW 001        |
| 1984 | Ruedi Caprez         | Martini-BMW Mk32       |
| 1983 | Ruedi Caprez         | Martini-BMW Mk32       |
| 1982 | Fredy Amweg          | Martini-Heidegger      |
| 1981 | Fredy Amweg          | Martini-Heidegger      |
| 1980 | Fredy Amweg          | Martini-BMW            |
| 1979 | Fredy Amweg          | Martini-BMW            |
| 1978 | André Chevalley      | Chevron F2             |
| 1977 | Markus Hotz          | March-BMW 722          |
| 1976 | Eugen Strähl         | March 76-S             |
| 1975 | Markus Hotz          | March-BMW 752          |
| 1974 | Roland Salomon       | March-BMW 732          |
| 1973 | Fredy Amweg          | Brabham BT38           |
| 1972 | Xavier Perrot        | March-Ford 722         |
| 1971 | Xavier Perrot        | March F2               |
| 1970 | Xavier Perrot        | March F2               |

### Junioren-Meister seit 2017
| Jahr | Fahrer          | Fahrzeug       |
| ---- | --------------- | -------------- |
| 2024 | Jannis Jeremias | VW Polo        |
| 2019 | Rico Thomann    | Toyota GT86 RS |
| 2018 | Thomas Schmid   | Toyota GT86 RS |
| 2017 | Rolf Reding     | Toyota GT86 RS |